# طواف كولومبيا 2018
طواف كولومبيا 2018 (بالإسبانية: Colombia Oro y Paz 2018)‏ هو سباق دراجات هوائية من فئة  2.1، وهو الموسم الأول من طواف كولومبيا ‏. وأقيم هذا السباق خلال الفترة من 6 فبراير 2018، وحتى 11 فبراير 2018 ضمن سباقات طواف أمريكا للدراجات 2018، وشارك فيه  150 متسابقاً، ووصل إلى نهايته  138 متسابقاً.
فاز بالمركز الأول إيغان بيرنال، وبالمركز الثاني نيرو كوينتانا، وبالمركز الثالث ريغوبيرتو أوران، وكان الفائز حسب السرعة ميغيل أنخيل روبيانو، وفاز فرناندو جافيريا في ترتيب النقاط، وكان الفائز حسب النقاط للشباب إيغان بيرنال، وكان الفائز في تصنيف الجبال إيغان بيرنال، وفاز فريق إنيوس في ترتيب الفرق.

## الفرق
| فرق عالمية (4)- EF Education First-Drapac p/b Cannondale - Movistar Team - Quick-Step Floors - Sky فرق قارية محترفة (9)- أندروني جوكاتولي-سيدرمك 2018 ‏ - Bardiani CSF - برجس بي إتش 2018 ‏ - CCC Development Team ‏ - يوسكادي مورياس 2018 ‏ - Hincapie–Leomo p/b BMC ‏ - Israel Cycling Academy - فريق مانزانا بوستوبون 2018 ‏ - UnitedHealthcare Pro Cycling (men's team) ‏ فرق قارية (9)- Agrupación Virgen de Fátima–San Juan Biker Motos ‏ - Coldeportes Bicicletas Strongman ‏ - Coldeportes Zenú ‏ - Nu Colombia ‏ - GW–Shimano ‏ - Team Illuminate (men's team) ‏ - ميديلين 2018 ‏ - Orgullo Paisa ‏ - Trevigiani Phonix–Hemus 1896 ‏ فرق وطنية (3)- فريق كولومبيا لركوب الدراجات للرجال 2018‏ - فريق إيطاليا لركوب الدراجات للرجال 2018 ‏ - فريق روسيا لركوب الدراجات 2018 ‏ |  |
| |  |

## المراحل
| قائمة المراحل | قائمة المراحل | قائمة المراحل                                       | قائمة المراحل      | قائمة المراحل | قائمة المراحل   | قائمة المراحل   |
| المرحلة       | التاريخ       | الدورة                                              |                    | المسافة (كم)  | الفائز بالمرحلة | القائد العام    |
| ------------- | ------------- | --------------------------------------------------- | ------------------ | ------------- | --------------- | --------------- |
| المرحلة 1     | 6 فبراير      | بالميرا، فالي ديل كاوكا ‏ – بالميرا، فالي ديل كاوكا ‏ | مرحلة مستوية       | 99٫9          | فرناندو جافيريا | فرناندو جافيريا |
| المرحلة 2     | 7 فبراير      | بالميرا، فالي ديل كاوكا ‏ – بالميرا، فالي ديل كاوكا ‏ | مرحلة جبلية        | 183٫4         | فرناندو جافيريا | فرناندو جافيريا |
| المرحلة 3     | 8 فبراير      | بالميرا، فالي ديل كاوكا ‏ – بوغة ‏                    | مرحلة مستوية       | 163٫2         | فرناندو جافيريا | فرناندو جافيريا |
| المرحلة 4     | 9 فبراير      | بوغة ‏ – Santa Rosa de Cabal ‏                        | مرحلة جبلية متوسطة | 149٫5         | جوليان ألافيليب | جوليان ألافيليب |
| المرحلة 5     | 10 فبراير     | بيريرا – Salento, Quindío ‏                          | مرحلة جبلية متوسطة | 163٫7         | ريغوبيرتو أوران | نيرو كوينتانا   |
| المرحلة 6     | 11 فبراير     | أرمينيا – مانيزاليس                                 | مرحلة جبلية        | 187٫8         | Dayer Quintana ‏ | إيغان بيرنال    |

## النتيجة

### مرحلة 1
هي مرحلة مستوية، أقيمت في 6 فبراير 2018، وامتدّت لمسافة 99.9 كيلومتر. فاز بالمرحلة فرناندو جافيريا، وكان متصدر الترتيب العام في نهاية المرحلة فرناندو جافيريا.
| التصنيف العام | التصنيف العام        | التصنيف العام                              | التصنيف العام | التصنيف العام |
| العداء        | العداء               | الفريق                                     | الوقت         |               |
| ------------- | -------------------- | ------------------------------------------ | ------------- | ------------- |
| 1             | فرناندو جافيريا      | كويك ستب-فلورز                             | 2 س 06 د 55 ث |               |
| 2             | ميغيل أنخيل روبيانو  | Coldeportes Zenú ‏                          | + 1 ث         |               |
| 3             | خوان سباستيان مولانو | فريق مانزانا بوستوبون ‏                     | + 4 ث         |               |
| 4             | ماكسيميليانو ريتشيزي | كويك ستب-فلورز                             | + 6 ث         |               |
| 5             | رافاييل مونتيل       | Orgullo Paisa ‏                             | + 7 ث         |               |
| 6             | Simon Pellaud ‏       | Team Illuminate (men's team) ‏              | + 7 ث         |               |
| 7             | جيتسي بول            | فريق مانزانا بوستوبون ‏                     | + 8 ث         |               |
| 8             | جوناثان كلارك        | UnitedHealthcare Pro Cycling (men's team) ‏ | + 9 ث         |               |
| 9             | ماتيو مالوسيلي       | أندروني جوكاتولي-سيدرمك ‏                   | + 10 ث        |               |
| 10            | ألفارو هودج          | كويك ستب-فلورز                             | + 10 ث        |               |
|               |                      |                                            |               |               |
|               |                      |                                            |               |               |

### مرحلة 2
هي مرحلة جبلية، أقيمت في 7 فبراير 2018، وامتدّت لمسافة 183.4 كيلومتر. فاز بالمرحلة فرناندو جافيريا، وكان متصدر الترتيب العام في نهاية المرحلة فرناندو جافيريا، وكان المتصدر حسب ترتيب النقاط فرناندو جافيريا، وكان المتصدر في ترتيب التسلق ميغيل أنخيل روبيانو، وتصدر ترتيب السرعة ميغيل أنخيل روبيانو، وتصدر ترتيب النقاط للشباب فرناندو جافيريا، ومتصدر ترتيب الفرق كويك ستب-فلورز 2018.
| التصنيف العام | التصنيف العام        | التصنيف العام                             | التصنيف العام | التصنيف العام |
| العداء        | العداء               | الفريق                                    | الوقت         |               |
| ------------- | -------------------- | ----------------------------------------- | ------------- | ------------- |
| 1             | فرناندو جافيريا      | كويك ستب-فلورز                            | 5 س 56 د 12 ث |               |
| 2             | خوان سباستيان مولانو | فريق مانزانا بوستوبون ‏                    | + 11 ث        |               |
| 3             | ميغيل أنخيل روبيانو  | Coldeportes Zenú ‏                         | + 14 ث        |               |
| 4             | خوان أرانغو          | فريق كولومبيا لركوب الدراجات للرجال 2018 ‏ | + 17 ث        |               |
| 5             | ماتيو مالوسيلي       | أندروني جوكاتولي-سيدرمك ‏                  | + 19 ث        |               |
| 6             | ماكسيميليانو ريتشيزي | كويك ستب-فلورز                            | + 19 ث        |               |
| 7             | Simon Pellaud ‏       | Team Illuminate (men's team) ‏             | + 20 ث        |               |
| 8             | رافاييل مونتيل       | Orgullo Paisa ‏                            | + 20 ث        |               |
| 9             | Nicolás Tivani ‏      | Trevigiani Phonix–Hemus 1896 ‏             | + 20 ث        |               |
| 10            | أندريا جوارديني      | بردياني سي إس إف فايزاني                  | + 21 ث        |               |
|               |                      |                                           |               |               |
|               |                      |                                           |               |               |

### مرحلة 3
هي مرحلة مستوية، أقيمت في 8 فبراير 2018، وامتدّت لمسافة 163.2 كيلومتر. فاز بالمرحلة فرناندو جافيريا، وكان متصدر الترتيب العام في نهاية المرحلة فرناندو جافيريا، وكان المتصدر حسب ترتيب النقاط فرناندو جافيريا، وكان المتصدر في ترتيب التسلق ميغيل أنخيل روبيانو، وتصدر ترتيب السرعة ميغيل أنخيل روبيانو، وتصدر ترتيب النقاط للشباب فرناندو جافيريا، ومتصدر ترتيب الفرق كويك ستب-فلورز 2018.
| التصنيف العام | التصنيف العام             | التصنيف العام                             | التصنيف العام | التصنيف العام |
| العداء        | العداء                    | الفريق                                    | الوقت         |               |
| ------------- | ------------------------- | ----------------------------------------- | ------------- | ------------- |
| 1             | فرناندو جافيريا           | كويك ستب-فلورز                            | 9 س 26 د 07 ث |               |
| 2             | خوان سباستيان مولانو      | فريق مانزانا بوستوبون ‏                    | + 17 ث        |               |
| 3             | ماتيو مالوسيلي            | أندروني جوكاتولي-سيدرمك ‏                  | + 23 ث        |               |
| 4             | رافاييل مونتيل            | Orgullo Paisa ‏                            | + 24 ث        |               |
| 5             | ميغيل أنخيل روبيانو       | Coldeportes Zenú ‏                         | + 24 ث        |               |
| 6             | Brayan Ramírez (cyclist) ‏ | فريق كولومبيا لركوب الدراجات للرجال 2018 ‏ | + 26 ث        |               |
| 7             | خوان أرانغو               | فريق كولومبيا لركوب الدراجات للرجال 2018 ‏ | + 27 ث        |               |
| 8             | ماكسيميليانو ريتشيزي      | كويك ستب-فلورز                            | + 29 ث        |               |
| 9             | Simon Pellaud ‏            | Team Illuminate (men's team) ‏             | + 30 ث        |               |
| 10            | Nicolás Tivani ‏           | Trevigiani Phonix–Hemus 1896 ‏             | + 30 ث        |               |
|               |                           |                                           |               |               |
|               |                           |                                           |               |               |

### مرحلة 4
هي مرحلة جبلية متوسطة، أقيمت في 9 فبراير 2018، وامتدّت لمسافة 149.5 كيلومتر. فاز بالمرحلة جوليان ألافيليب، وكان متصدر الترتيب العام في نهاية المرحلة جوليان ألافيليب، وكان المتصدر حسب ترتيب النقاط فرناندو جافيريا، وكان المتصدر في ترتيب التسلق جوليان ألافيليب، وتصدر ترتيب السرعة فرناندو جافيريا، وتصدر ترتيب النقاط للشباب إيغان بيرنال، ومتصدر ترتيب الفرق فريق سكاي 2018.
| التصنيف العام | التصنيف العام     | التصنيف العام            | التصنيف العام  | التصنيف العام |
| العداء        | العداء            | الفريق                   | الوقت          |               |
| ------------- | ----------------- | ------------------------ | -------------- | ------------- |
| 1             | جوليان ألافيليب   | كويك ستب-فلورز           | 12 س 44 د 06 ث |               |
| 2             | سيرجيو هيناو      | سكاي                     | + 4 ث          |               |
| 3             | نيرو كوينتانا     | موفيستار                 | + 6 ث          |               |
| 4             | إيغان بيرنال      | سكاي                     | + 13 ث         |               |
| 5             | ريغوبيرتو أوران   | إي أف إديوكيشن نيبو      | + 13 ث         |               |
| 6             | إيفان سوسا        | أندروني جوكاتولي-سيدرمك ‏ | + 13 ث         |               |
| 7             | جوناتان نارفيز    | كويك ستب-فلورز           | + 13 ث         |               |
| 8             | داني أوسوريو ‏     | Orgullo Paisa ‏           | + 18 ث         |               |
| 9             | دييغو أوتشوا      | Nu Colombia ‏             | + 18 ث         |               |
| 10            | Taylor Eisenhart ‏ | Hincapie–Leomo p/b BMC ‏  | + 21 ث         |               |
|               |                   |                          |                |               |
|               |                   |                          |                |               |

### مرحلة 5
هي مرحلة جبلية متوسطة، أقيمت في 10 فبراير 2018، وامتدّت لمسافة 163.7 كيلومتر. فاز بالمرحلة ريغوبيرتو أوران، وكان متصدر الترتيب العام في نهاية المرحلة نيرو كوينتانا، وكان المتصدر حسب ترتيب النقاط فرناندو جافيريا، وكان المتصدر في ترتيب التسلق جوليان ألافيليب، وتصدر ترتيب السرعة Brayan Ramírez (cyclist) ‏، وتصدر ترتيب النقاط للشباب إيغان بيرنال، ومتصدر ترتيب الفرق كانونديل دراباك 2018.
| التصنيف العام | التصنيف العام    | التصنيف العام                     | التصنيف العام  | التصنيف العام |
| العداء        | العداء           | الفريق                            | الوقت          |               |
| ------------- | ---------------- | --------------------------------- | -------------- | ------------- |
| 1             | نيرو كوينتانا    | موفيستار                          | 16 س 26 د 39 ث |               |
| 2             | ريغوبيرتو أوران  | إي أف إديوكيشن نيبو               | + 3 ث          |               |
| 3             | سيرجيو هيناو     | سكاي                              | + 4 ث          |               |
| 4             | إيغان بيرنال     | سكاي                              | + 9 ث          |               |
| 5             | إيفان سوسا       | أندروني جوكاتولي-سيدرمك ‏          | + 30 ث         |               |
| 6             | دانييل مارتينيز  | إي أف إديوكيشن نيبو               | + 38 ث         |               |
| 7             | جوليان ألافيليب  | كويك ستب-فلورز                    | + 39 ث         |               |
| 8             | جوناتان نارفيز   | كويك ستب-فلورز                    | + 42 ث         |               |
| 9             | أريستوبولو كالا ‏ | Coldeportes Bicicletas Strongman ‏ | + 55 ث         |               |
| 10            | داني أوسوريو ‏    | Orgullo Paisa ‏                    | + 57 ث         |               |
|               |                  |                                   |                |               |
|               |                  |                                   |                |               |

### مرحلة 6
هي مرحلة جبلية، أقيمت في 11 فبراير 2018، وامتدّت لمسافة 187.8 كيلومتر. فاز بالمرحلة Dayer Quintana ‏، وكان متصدر الترتيب العام في نهاية المرحلة إيغان بيرنال، وكان المتصدر حسب ترتيب النقاط فرناندو جافيريا، وكان المتصدر في ترتيب التسلق إيغان بيرنال، وتصدر ترتيب النقاط للشباب إيغان بيرنال، ومتصدر ترتيب الفرق فريق سكاي 2018.

## المشاركون
| Quick-Step Floors QST | Quick-Step Floors QST | Quick-Step Floors QST |
| --------------------- | --------------------- | --------------------- |
| م                     | عداء                  | مرتبة                 |
| 1                     | فرناندو جافيريا       | 93                    |
| 2                     | جوليان ألافيليب       | 7                     |
| 3                     | ألفارو هودج           | 116                   |
| 4                     | Iljo Keisse ‏          | 102                   |
| 5                     | جوناتان نارفيز        | 10                    |
| 6                     | ماكسيميليانو ريتشيزي  | لم يكمل السباق-5      |

| Team Sky SKY | Team Sky SKY       | Team Sky SKY |
| ------------ | ------------------ | ------------ |
| م            | عداء               | مرتبة        |
| 11           | إيغان بيرنال       | 1            |
| 12           | جوناثان كاستروفيجو | 57           |
| 13           | تاو غايغن هارت     | 53           |
| 14           | سباستيان هيناو     | 20           |
| 15           | سيرجيو هيناو       | 4            |
| 16           | ديفيد لوبيز        | 78           |

| EF Education First-Drapac EFD | EF Education First-Drapac EFD | EF Education First-Drapac EFD |
| ----------------------------- | ----------------------------- | ----------------------------- |
| م                             | عداء                          | مرتبة                         |
| 21                            | ناثان براون                   | 66                            |
| 22                            | جولييان كاردونا               | 60                            |
| 23                            | هيو كارثي                     | 18                            |
| 24                            | اليكس هوز                     | 90                            |
| 25                            | دانييل مارتينيز               | 5                             |
| 26                            | ريغوبيرتو أوران               | 3                             |

| Movistar Team MOV | Movistar Team MOV  | Movistar Team MOV |
| ----------------- | ------------------ | ----------------- |
| م                 | عداء               | مرتبة             |
| 31                | وينر أنكونا        | 51                |
| 32                | أنطونيو بيدرو      | 83                |
| 33                | ريتشارد كاراباز    | 23                |
| 34                | فيكتور دي لا بارتي | 80                |
| 35                | Dayer Quintana ‏    | 36                |
| 36                | نيرو كوينتانا      | 2                 |

| UnitedHealthcare Pro Cycling (men's team) ‏ UHC | UnitedHealthcare Pro Cycling (men's team) ‏ UHC | UnitedHealthcare Pro Cycling (men's team) ‏ UHC |
| ---------------------------------------------- | ---------------------------------------------- | ---------------------------------------------- |
| م                                              | عداء                                           | مرتبة                                          |
| 41                                             | لوكاس سباستيان هايدو                           | 97                                             |
| 42                                             | جانييه أسيفيدو                                 | 87                                             |
| 43                                             | دانيال خاراميو                                 | 67                                             |
| 44                                             | سيرجي تفيتكوف                                  | 49                                             |
| 45                                             | جافين مانيون                                   | 89                                             |
| 46                                             | جوناثان كلارك                                  | 99                                             |

| أندروني جوكاتولي-سيدرمك ‏ ANS | أندروني جوكاتولي-سيدرمك ‏ ANS | أندروني جوكاتولي-سيدرمك ‏ ANS |
| ---------------------------- | ---------------------------- | ---------------------------- |
| م                            | عداء                         | مرتبة                        |
| 51                           | Alessandro Bisolti ‏          | 44                           |
| 52                           | Raffaello Bonusi ‏            | 85                           |
| 53                           | Mattia Frapporti ‏            | 95                           |
| 54                           | ماتيو مالوسيلي               | 122                          |
| 55                           | إيفان سوسا                   | 6                            |
| 56                           | Matteo Spreafico ‏            | 121                          |

| CCC Development Team ‏ CCC | CCC Development Team ‏ CCC | CCC Development Team ‏ CCC |
| ------------------------- | ------------------------- | ------------------------- |
| م                         | عداء                      | مرتبة                     |
| 61                        | Paweł Bernas ‏             | 77                        |
| 62                        | Paweł Franczak ‏           | 119                       |
| 63                        | Adrian Kurek ‏             | 98                        |
| 64                        | Michał Paluta ‏            | 63                        |
| 65                        | Leszek Pluciński ‏         | 71                        |
| 66                        | Mateusz Taciak ‏           | 135                       |

| Hincapie–Leomo p/b BMC ‏ HCA | Hincapie–Leomo p/b BMC ‏ HCA | Hincapie–Leomo p/b BMC ‏ HCA |
| --------------------------- | --------------------------- | --------------------------- |
| م                           | عداء                        | مرتبة                       |
| 71                          | Rubén Companioni ‏           | 104                         |
| 72                          | Taylor Eisenhart ‏           | 22                          |
| 73                          | بريان غوميز                 | 110                         |
| 74                          | جون ميرفي                   | 92                          |
| 75                          | Brayan Sánchez ‏             | 82                          |
| 76                          | Miguel Bryon ‏               | 124                         |

| فريق مانزانا بوستوبون ‏ MZN | فريق مانزانا بوستوبون ‏ MZN | فريق مانزانا بوستوبون ‏ MZN |
| -------------------------- | -------------------------- | -------------------------- |
| م                          | عداء                       | مرتبة                      |
| 81                         | جوردن بارا                 | 79                         |
| 82                         | خوان سباستيان مولانو       | 114                        |
| 83                         | خوان فيليبي أوسوريو        | 74                         |
| 84                         | جيتسي بول                  | 43                         |
| 85                         | فابيو دوارتي               | 15                         |
| 86                         | Aldemar Reyes ‏             | 24                         |

| يوسكادي مورياس ‏ EUS | يوسكادي مورياس ‏ EUS          | يوسكادي مورياس ‏ EUS |
| ------------------- | ---------------------------- | ------------------- |
| م                   | عداء                         | مرتبة               |
| 91                  | Beñat Txoperena ‏             | 54                  |
| 92                  | Ander Barrenetxea (cyclist) ‏ | 138                 |
| 93                  | أيتور غونزاليس               | 113                 |
| 94                  | سيرجيو رودريغيز              | 133                 |
| 95                  | Gotzon Udondo ‏               | 112                 |

| Bardiani CSF BRD | Bardiani CSF BRD    | Bardiani CSF BRD |
| ---------------- | ------------------- | ---------------- |
| م                | عداء                | مرتبة            |
| 101              | جيوفاني كاربوني     | 65               |
| 102              | جوليو سيكوني        | 31               |
| 103              | أندريا جوارديني     | 136              |
| 104              | ميركو مايستري       | 127              |
| 105              | Paolo Simion ‏       | لم يكمل السباق-6 |
| 106              | Alessandro Tonelli ‏ | 91               |

| Israel Cycling Academy ICA | Israel Cycling Academy ICA | Israel Cycling Academy ICA |
| -------------------------- | -------------------------- | -------------------------- |
| م                          | عداء                       | مرتبة                      |
| 111                        | ادوين أفيلا                | 42                         |
| 112                        | ويليام بويفن               | 62                         |
| 113                        | Luis Lemus ‏                | 61                         |
| 114                        | بنجامين بيري               | 76                         |
| 115                        | ميكيل ريم                  | لم يكمل السباق-4           |
| 116                        | Aviv Yechezkel ‏            | 129                        |

| برجس بي إتش ‏ BBH | برجس بي إتش ‏ BBH    | برجس بي إتش ‏ BBH |
| ---------------- | ------------------- | ---------------- |
| م                | عداء                | مرتبة            |
| 121              | Nícolas Sessler ‏    | 55               |
| 122              | أدريان غونزاليس     | 132              |
| 123              | دانيال لوبيز        | 120              |
| 124              | Igor Merino ‏        | 37               |
| 125              | Victor Langellotti ‏ | 103              |
| 126              | Álvaro Robredo ‏     | 107              |

| فريق كولومبيا لركوب الدراجات للرجال 2018‏ COL | فريق كولومبيا لركوب الدراجات للرجال 2018‏ COL | فريق كولومبيا لركوب الدراجات للرجال 2018‏ COL |
| -------------------------------------------- | -------------------------------------------- | -------------------------------------------- |
| م                                            | عداء                                         | مرتبة                                        |
| 131                                          | جارلينسون بانتانو                            | 12                                           |
| 132                                          | داروين أتابوما                               | 33                                           |
| 133                                          | Jhon Anderson Rodríguez ‏                     | 26                                           |
| 134                                          | Miguel Flórez ‏                               | 28                                           |
| 135                                          | خوان أرانغو                                  | 117                                          |
| 136                                          | Brayan Ramírez (cyclist) ‏                    | 105                                          |

| فريق إيطاليا لركوب الدراجات للرجال 2018 ‏ ITA | فريق إيطاليا لركوب الدراجات للرجال 2018 ‏ ITA | فريق إيطاليا لركوب الدراجات للرجال 2018 ‏ ITA |
| -------------------------------------------- | -------------------------------------------- | -------------------------------------------- |
| م                                            | عداء                                         | مرتبة                                        |
| 141                                          | Michele Scartezzini ‏                         | 88                                           |
| 142                                          | فرانشيسكو لامون                              | 115                                          |
| 143                                          | Davide Viganò ‏                               | 123                                          |
| 144                                          | Davide Plebani ‏                              | 131                                          |
| 145                                          | Carloalberto Giordani ‏                       | 130                                          |
| 146                                          | Alessandro Covi ‏                             | 106                                          |

| فريق روسيا لركوب الدراجات 2018 ‏ RUS | فريق روسيا لركوب الدراجات 2018 ‏ RUS | فريق روسيا لركوب الدراجات 2018 ‏ RUS |
| ----------------------------------- | ----------------------------------- | ----------------------------------- |
| م                                   | عداء                                | مرتبة                               |
| 151                                 | Alexey Kurbatov ‏                    | 125                                 |
| 152                                 | Vladislav Kulikov (cyclist) ‏        | 126                                 |
| 153                                 | يفغيني كوفاليف                      | 137                                 |
| 154                                 | Andrey Sazanov ‏                     | 139                                 |
| 155                                 | Kirill Bochkov‏                      | لم يكمل السباق-6                    |
| 156                                 | Anton Vorobyev ‏                     | 134                                 |

| Trevigiani Phonix–Hemus 1896 ‏ UNI | Trevigiani Phonix–Hemus 1896 ‏ UNI | Trevigiani Phonix–Hemus 1896 ‏ UNI |
| --------------------------------- | --------------------------------- | --------------------------------- |
| م                                 | عداء                              | مرتبة                             |
| 161                               | Alessandro Fedeli ‏                | 81                                |
| 162                               | Floryan Arnoult‏                   | 101                               |
| 163                               | Christofer Jurado ‏                | 96                                |
| 164                               | Javier Ignacio Montoya ‏           | 27                                |
| 165                               | Manuel Peñalver ‏                  | لم يكمل السباق-6                  |
| 166                               | Nicolás Tivani ‏                   | 118                               |

| ميديلين ‏ MED | ميديلين ‏ MED        | ميديلين ‏ MED |
| ------------ | ------------------- | ------------ |
| م            | عداء                | مرتبة        |
| 171          | أوسكار سبييا ريبيرا | 17           |
| 172          | نيكولاس باريديس     | 72           |
| 173          | عمر ميندوزا ‏        | 39           |
| 174          | فايمار رولدان ‏      | 108          |
| 175          | Robinson Chalapud ‏  | 68           |
| 176          | جوناثان كايسيدو     | 35           |

| Coldeportes Bicicletas Strongman ‏ BSM | Coldeportes Bicicletas Strongman ‏ BSM | Coldeportes Bicicletas Strongman ‏ BSM |
| ------------------------------------- | ------------------------------------- | ------------------------------------- |
| م                                     | عداء                                  | مرتبة                                 |
| 181                                   | أريستوبولو كالا ‏                      | 8                                     |
| 182                                   | Óscar Quiroz ‏                         | 34                                    |
| 183                                   | روبين داريو أكوستا                    | 111                                   |
| 184                                   | ويليام مونيوز ‏                        | 109                                   |
| 185                                   | إدواردو إسترادا                       | 69                                    |
| 186                                   | Johnatan Cañaveral ‏                   | 45                                    |

| Nu Colombia ‏ EPM | Nu Colombia ‏ EPM  | Nu Colombia ‏ EPM |
| ---------------- | ----------------- | ---------------- |
| م                | عداء              | مرتبة            |
| 191              | خوان بابلو سواريز | 13               |
| 192              | Freddy Montaña ‏   | 21               |
| 193              | أنخيل سانشيز ‏     | 16               |
| 194              | رودريغو كونتريرز  | 30               |
| 195              | دييغو أوتشوا      | 19               |
| 196              | خايرو سالاس ‏      | 56               |

| Coldeportes Zenú ‏ ECZ | Coldeportes Zenú ‏ ECZ | Coldeportes Zenú ‏ ECZ |
| --------------------- | --------------------- | --------------------- |
| م                     | عداء                  | مرتبة                 |
| 201                   | أليكس كانو            | 38                    |
| 202                   | لويس فيليبي           | 46                    |
| 203                   | ميغيل أنخيل روبيانو   | 50                    |
| 204                   | الكسيس كاماتشو        | 32                    |
| 205                   | Dalivier Ospina ‏      | 52                    |
| 206                   | Juan Martín Mesa ‏     | 100                   |

| GW–Shimano ‏ GWS | GW–Shimano ‏ GWS    | GW–Shimano ‏ GWS  |
| --------------- | ------------------ | ---------------- |
| م               | عداء               | مرتبة            |
| 211             | خوسيه سيربا        | 41               |
| 212             | Walter Pedraza ‏    | 48               |
| 213             | هاينر بارا         | 14               |
| 214             | Juan Pablo Rendón ‏ | 73               |
| 215             | كريستيان تامايو    | لم يكمل السباق-6 |
| 216             | Cristhian Talero ‏  | 64               |

| Agrupación Virgen de Fátima–San Juan Biker Motos ‏ AFT | Agrupación Virgen de Fátima–San Juan Biker Motos ‏ AFT | Agrupación Virgen de Fátima–San Juan Biker Motos ‏ AFT |
| ----------------------------------------------------- | ----------------------------------------------------- | ----------------------------------------------------- |
| م                                                     | عداء                                                  | مرتبة                                                 |
| 221                                                   | Nicolás Naranjo ‏                                      | لم يكمل السباق-6                                      |
| 222                                                   | Daniel Zamora ‏                                        | 58                                                    |
| 223                                                   | Leandro Velardez‏                                      | لم يكمل السباق-6                                      |
| 224                                                   | Mauro Richeze ‏                                        | لم يبدأ-6                                             |
| 225                                                   | Adrián Richeze ‏                                       | لم يكمل السباق-6                                      |
| 226                                                   | Alonso Gamero ‏                                        | 86                                                    |

| Team Illuminate (men's team) ‏ ILU | Team Illuminate (men's team) ‏ ILU | Team Illuminate (men's team) ‏ ILU |
| --------------------------------- | --------------------------------- | --------------------------------- |
| م                                 | عداء                              | مرتبة                             |
| 231                               | Simon Pellaud ‏                    | 59                                |
| 232                               | Cameron Piper ‏                    | 84                                |
| 233                               | Martin Laas ‏                      | 128                               |
| 234                               | Camilo Castiblanco ‏               | 40                                |
| 235                               | كونور براون‏                       | 75                                |
| 236                               | Félix Barón ‏                      | 25                                |

| Orgullo Paisa ‏ EOP | Orgullo Paisa ‏ EOP  | Orgullo Paisa ‏ EOP |
| ------------------ | ------------------- | ------------------ |
| م                  | عداء                | مرتبة              |
| 241                | داني أوسوريو ‏       | 9                  |
| 242                | خوسيه تيتو هرنانديز | 94                 |
| 243                | كارلوس كوينتيرو     | 70                 |
| 244                | Edison Muñoz ‏       | 29                 |
| 245                | Alejandro Serna ‏    | 47                 |
| 246                | رافاييل مونتيل      | 11                 |

| Quick-Step Floors QST | Quick-Step Floors QST | Quick-Step Floors QST |
| --------------------- | --------------------- | --------------------- |
| م                     | عداء                  | مرتبة                 |
| 1                     | فرناندو جافيريا       | 93                    |
| 2                     | جوليان ألافيليب       | 7                     |
| 3                     | ألفارو هودج           | 116                   |
| 4                     | Iljo Keisse ‏          | 102                   |
| 5                     | جوناتان نارفيز        | 10                    |
| 6                     | ماكسيميليانو ريتشيزي  | لم يكمل السباق-5      |

| Team Sky SKY | Team Sky SKY       | Team Sky SKY |
| ------------ | ------------------ | ------------ |
| م            | عداء               | مرتبة        |
| 11           | إيغان بيرنال       | 1            |
| 12           | جوناثان كاستروفيجو | 57           |
| 13           | تاو غايغن هارت     | 53           |
| 14           | سباستيان هيناو     | 20           |
| 15           | سيرجيو هيناو       | 4            |
| 16           | ديفيد لوبيز        | 78           |

| EF Education First-Drapac EFD | EF Education First-Drapac EFD | EF Education First-Drapac EFD |
| ----------------------------- | ----------------------------- | ----------------------------- |
| م                             | عداء                          | مرتبة                         |
| 21                            | ناثان براون                   | 66                            |
| 22                            | جولييان كاردونا               | 60                            |
| 23                            | هيو كارثي                     | 18                            |
| 24                            | اليكس هوز                     | 90                            |
| 25                            | دانييل مارتينيز               | 5                             |
| 26                            | ريغوبيرتو أوران               | 3                             |

| Movistar Team MOV | Movistar Team MOV  | Movistar Team MOV |
| ----------------- | ------------------ | ----------------- |
| م                 | عداء               | مرتبة             |
| 31                | وينر أنكونا        | 51                |
| 32                | أنطونيو بيدرو      | 83                |
| 33                | ريتشارد كاراباز    | 23                |
| 34                | فيكتور دي لا بارتي | 80                |
| 35                | Dayer Quintana ‏    | 36                |
| 36                | نيرو كوينتانا      | 2                 |

| UnitedHealthcare Pro Cycling (men's team) ‏ UHC | UnitedHealthcare Pro Cycling (men's team) ‏ UHC | UnitedHealthcare Pro Cycling (men's team) ‏ UHC |
| ---------------------------------------------- | ---------------------------------------------- | ---------------------------------------------- |
| م                                              | عداء                                           | مرتبة                                          |
| 41                                             | لوكاس سباستيان هايدو                           | 97                                             |
| 42                                             | جانييه أسيفيدو                                 | 87                                             |
| 43                                             | دانيال خاراميو                                 | 67                                             |
| 44                                             | سيرجي تفيتكوف                                  | 49                                             |
| 45                                             | جافين مانيون                                   | 89                                             |
| 46                                             | جوناثان كلارك                                  | 99                                             |

| أندروني جوكاتولي-سيدرمك ‏ ANS | أندروني جوكاتولي-سيدرمك ‏ ANS | أندروني جوكاتولي-سيدرمك ‏ ANS |
| ---------------------------- | ---------------------------- | ---------------------------- |
| م                            | عداء                         | مرتبة                        |
| 51                           | Alessandro Bisolti ‏          | 44                           |
| 52                           | Raffaello Bonusi ‏            | 85                           |
| 53                           | Mattia Frapporti ‏            | 95                           |
| 54                           | ماتيو مالوسيلي               | 122                          |
| 55                           | إيفان سوسا                   | 6                            |
| 56                           | Matteo Spreafico ‏            | 121                          |

| CCC Development Team ‏ CCC | CCC Development Team ‏ CCC | CCC Development Team ‏ CCC |
| ------------------------- | ------------------------- | ------------------------- |
| م                         | عداء                      | مرتبة                     |
| 61                        | Paweł Bernas ‏             | 77                        |
| 62                        | Paweł Franczak ‏           | 119                       |
| 63                        | Adrian Kurek ‏             | 98                        |
| 64                        | Michał Paluta ‏            | 63                        |
| 65                        | Leszek Pluciński ‏         | 71                        |
| 66                        | Mateusz Taciak ‏           | 135                       |

| Hincapie–Leomo p/b BMC ‏ HCA | Hincapie–Leomo p/b BMC ‏ HCA | Hincapie–Leomo p/b BMC ‏ HCA |
| --------------------------- | --------------------------- | --------------------------- |
| م                           | عداء                        | مرتبة                       |
| 71                          | Rubén Companioni ‏           | 104                         |
| 72                          | Taylor Eisenhart ‏           | 22                          |
| 73                          | بريان غوميز                 | 110                         |
| 74                          | جون ميرفي                   | 92                          |
| 75                          | Brayan Sánchez ‏             | 82                          |
| 76                          | Miguel Bryon ‏               | 124                         |

| فريق مانزانا بوستوبون ‏ MZN | فريق مانزانا بوستوبون ‏ MZN | فريق مانزانا بوستوبون ‏ MZN |
| -------------------------- | -------------------------- | -------------------------- |
| م                          | عداء                       | مرتبة                      |
| 81                         | جوردن بارا                 | 79                         |
| 82                         | خوان سباستيان مولانو       | 114                        |
| 83                         | خوان فيليبي أوسوريو        | 74                         |
| 84                         | جيتسي بول                  | 43                         |
| 85                         | فابيو دوارتي               | 15                         |
| 86                         | Aldemar Reyes ‏             | 24                         |

| يوسكادي مورياس ‏ EUS | يوسكادي مورياس ‏ EUS          | يوسكادي مورياس ‏ EUS |
| ------------------- | ---------------------------- | ------------------- |
| م                   | عداء                         | مرتبة               |
| 91                  | Beñat Txoperena ‏             | 54                  |
| 92                  | Ander Barrenetxea (cyclist) ‏ | 138                 |
| 93                  | أيتور غونزاليس               | 113                 |
| 94                  | سيرجيو رودريغيز              | 133                 |
| 95                  | Gotzon Udondo ‏               | 112                 |

| Bardiani CSF BRD | Bardiani CSF BRD    | Bardiani CSF BRD |
| ---------------- | ------------------- | ---------------- |
| م                | عداء                | مرتبة            |
| 101              | جيوفاني كاربوني     | 65               |
| 102              | جوليو سيكوني        | 31               |
| 103              | أندريا جوارديني     | 136              |
| 104              | ميركو مايستري       | 127              |
| 105              | Paolo Simion ‏       | لم يكمل السباق-6 |
| 106              | Alessandro Tonelli ‏ | 91               |

| Israel Cycling Academy ICA | Israel Cycling Academy ICA | Israel Cycling Academy ICA |
| -------------------------- | -------------------------- | -------------------------- |
| م                          | عداء                       | مرتبة                      |
| 111                        | ادوين أفيلا                | 42                         |
| 112                        | ويليام بويفن               | 62                         |
| 113                        | Luis Lemus ‏                | 61                         |
| 114                        | بنجامين بيري               | 76                         |
| 115                        | ميكيل ريم                  | لم يكمل السباق-4           |
| 116                        | Aviv Yechezkel ‏            | 129                        |

| برجس بي إتش ‏ BBH | برجس بي إتش ‏ BBH    | برجس بي إتش ‏ BBH |
| ---------------- | ------------------- | ---------------- |
| م                | عداء                | مرتبة            |
| 121              | Nícolas Sessler ‏    | 55               |
| 122              | أدريان غونزاليس     | 132              |
| 123              | دانيال لوبيز        | 120              |
| 124              | Igor Merino ‏        | 37               |
| 125              | Victor Langellotti ‏ | 103              |
| 126              | Álvaro Robredo ‏     | 107              |

| فريق كولومبيا لركوب الدراجات للرجال 2018‏ COL | فريق كولومبيا لركوب الدراجات للرجال 2018‏ COL | فريق كولومبيا لركوب الدراجات للرجال 2018‏ COL |
| -------------------------------------------- | -------------------------------------------- | -------------------------------------------- |
| م                                            | عداء                                         | مرتبة                                        |
| 131                                          | جارلينسون بانتانو                            | 12                                           |
| 132                                          | داروين أتابوما                               | 33                                           |
| 133                                          | Jhon Anderson Rodríguez ‏                     | 26                                           |
| 134                                          | Miguel Flórez ‏                               | 28                                           |
| 135                                          | خوان أرانغو                                  | 117                                          |
| 136                                          | Brayan Ramírez (cyclist) ‏                    | 105                                          |

| فريق إيطاليا لركوب الدراجات للرجال 2018 ‏ ITA | فريق إيطاليا لركوب الدراجات للرجال 2018 ‏ ITA | فريق إيطاليا لركوب الدراجات للرجال 2018 ‏ ITA |
| -------------------------------------------- | -------------------------------------------- | -------------------------------------------- |
| م                                            | عداء                                         | مرتبة                                        |
| 141                                          | Michele Scartezzini ‏                         | 88                                           |
| 142                                          | فرانشيسكو لامون                              | 115                                          |
| 143                                          | Davide Viganò ‏                               | 123                                          |
| 144                                          | Davide Plebani ‏                              | 131                                          |
| 145                                          | Carloalberto Giordani ‏                       | 130                                          |
| 146                                          | Alessandro Covi ‏                             | 106                                          |

| فريق روسيا لركوب الدراجات 2018 ‏ RUS | فريق روسيا لركوب الدراجات 2018 ‏ RUS | فريق روسيا لركوب الدراجات 2018 ‏ RUS |
| ----------------------------------- | ----------------------------------- | ----------------------------------- |
| م                                   | عداء                                | مرتبة                               |
| 151                                 | Alexey Kurbatov ‏                    | 125                                 |
| 152                                 | Vladislav Kulikov (cyclist) ‏        | 126                                 |
| 153                                 | يفغيني كوفاليف                      | 137                                 |
| 154                                 | Andrey Sazanov ‏                     | 139                                 |
| 155                                 | Kirill Bochkov‏                      | لم يكمل السباق-6                    |
| 156                                 | Anton Vorobyev ‏                     | 134                                 |

| Trevigiani Phonix–Hemus 1896 ‏ UNI | Trevigiani Phonix–Hemus 1896 ‏ UNI | Trevigiani Phonix–Hemus 1896 ‏ UNI |
| --------------------------------- | --------------------------------- | --------------------------------- |
| م                                 | عداء                              | مرتبة                             |
| 161                               | Alessandro Fedeli ‏                | 81                                |
| 162                               | Floryan Arnoult‏                   | 101                               |
| 163                               | Christofer Jurado ‏                | 96                                |
| 164                               | Javier Ignacio Montoya ‏           | 27                                |
| 165                               | Manuel Peñalver ‏                  | لم يكمل السباق-6                  |
| 166                               | Nicolás Tivani ‏                   | 118                               |

| ميديلين ‏ MED | ميديلين ‏ MED        | ميديلين ‏ MED |
| ------------ | ------------------- | ------------ |
| م            | عداء                | مرتبة        |
| 171          | أوسكار سبييا ريبيرا | 17           |
| 172          | نيكولاس باريديس     | 72           |
| 173          | عمر ميندوزا ‏        | 39           |
| 174          | فايمار رولدان ‏      | 108          |
| 175          | Robinson Chalapud ‏  | 68           |
| 176          | جوناثان كايسيدو     | 35           |

| Coldeportes Bicicletas Strongman ‏ BSM | Coldeportes Bicicletas Strongman ‏ BSM | Coldeportes Bicicletas Strongman ‏ BSM |
| ------------------------------------- | ------------------------------------- | ------------------------------------- |
| م                                     | عداء                                  | مرتبة                                 |
| 181                                   | أريستوبولو كالا ‏                      | 8                                     |
| 182                                   | Óscar Quiroz ‏                         | 34                                    |
| 183                                   | روبين داريو أكوستا                    | 111                                   |
| 184                                   | ويليام مونيوز ‏                        | 109                                   |
| 185                                   | إدواردو إسترادا                       | 69                                    |
| 186                                   | Johnatan Cañaveral ‏                   | 45                                    |

| Nu Colombia ‏ EPM | Nu Colombia ‏ EPM  | Nu Colombia ‏ EPM |
| ---------------- | ----------------- | ---------------- |
| م                | عداء              | مرتبة            |
| 191              | خوان بابلو سواريز | 13               |
| 192              | Freddy Montaña ‏   | 21               |
| 193              | أنخيل سانشيز ‏     | 16               |
| 194              | رودريغو كونتريرز  | 30               |
| 195              | دييغو أوتشوا      | 19               |
| 196              | خايرو سالاس ‏      | 56               |

| Coldeportes Zenú ‏ ECZ | Coldeportes Zenú ‏ ECZ | Coldeportes Zenú ‏ ECZ |
| --------------------- | --------------------- | --------------------- |
| م                     | عداء                  | مرتبة                 |
| 201                   | أليكس كانو            | 38                    |
| 202                   | لويس فيليبي           | 46                    |
| 203                   | ميغيل أنخيل روبيانو   | 50                    |
| 204                   | الكسيس كاماتشو        | 32                    |
| 205                   | Dalivier Ospina ‏      | 52                    |
| 206                   | Juan Martín Mesa ‏     | 100                   |

| GW–Shimano ‏ GWS | GW–Shimano ‏ GWS    | GW–Shimano ‏ GWS  |
| --------------- | ------------------ | ---------------- |
| م               | عداء               | مرتبة            |
| 211             | خوسيه سيربا        | 41               |
| 212             | Walter Pedraza ‏    | 48               |
| 213             | هاينر بارا         | 14               |
| 214             | Juan Pablo Rendón ‏ | 73               |
| 215             | كريستيان تامايو    | لم يكمل السباق-6 |
| 216             | Cristhian Talero ‏  | 64               |

| Agrupación Virgen de Fátima–San Juan Biker Motos ‏ AFT | Agrupación Virgen de Fátima–San Juan Biker Motos ‏ AFT | Agrupación Virgen de Fátima–San Juan Biker Motos ‏ AFT |
| ----------------------------------------------------- | ----------------------------------------------------- | ----------------------------------------------------- |
| م                                                     | عداء                                                  | مرتبة                                                 |
| 221                                                   | Nicolás Naranjo ‏                                      | لم يكمل السباق-6                                      |
| 222                                                   | Daniel Zamora ‏                                        | 58                                                    |
| 223                                                   | Leandro Velardez‏                                      | لم يكمل السباق-6                                      |
| 224                                                   | Mauro Richeze ‏                                        | لم يبدأ-6                                             |
| 225                                                   | Adrián Richeze ‏                                       | لم يكمل السباق-6                                      |
| 226                                                   | Alonso Gamero ‏                                        | 86                                                    |

| Team Illuminate (men's team) ‏ ILU | Team Illuminate (men's team) ‏ ILU | Team Illuminate (men's team) ‏ ILU |
| --------------------------------- | --------------------------------- | --------------------------------- |
| م                                 | عداء                              | مرتبة                             |
| 231                               | Simon Pellaud ‏                    | 59                                |
| 232                               | Cameron Piper ‏                    | 84                                |
| 233                               | Martin Laas ‏                      | 128                               |
| 234                               | Camilo Castiblanco ‏               | 40                                |
| 235                               | كونور براون‏                       | 75                                |
| 236                               | Félix Barón ‏                      | 25                                |

| Orgullo Paisa ‏ EOP | Orgullo Paisa ‏ EOP  | Orgullo Paisa ‏ EOP |
| ------------------ | ------------------- | ------------------ |
| م                  | عداء                | مرتبة              |
| 241                | داني أوسوريو ‏       | 9                  |
| 242                | خوسيه تيتو هرنانديز | 94                 |
| 243                | كارلوس كوينتيرو     | 70                 |
| 244                | Edison Muñoz ‏       | 29                 |
| 245                | Alejandro Serna ‏    | 47                 |
| 246                | رافاييل مونتيل      | 11                 |

## التصنيف العام النهائي
| التصنيف العام         | التصنيف العام     | التصنيف العام                        | التصنيف العام  | التصنيف العام |
| العداء                | العداء            | الفريق                               | الوقت          |               |
| --------------------- | ----------------- | ------------------------------------ | -------------- | ------------- |
| 1                     | إيغان بيرنال      | سكاي                                 | 20 س 49 د 03 ث |               |
| 2                     | نيرو كوينتانا     | موفيستار                             | + 8 ث          |               |
| 3                     | ريغوبيرتو أوران   | إي أف إديوكيشن نيبو                  | + 11 ث         |               |
| 4                     | سيرجيو هيناو      | سكاي                                 | + 12 ث         |               |
| 5                     | دانييل مارتينيز   | إي أف إديوكيشن نيبو                  | + 43 ث         |               |
| 6                     | إيفان سوسا        | أندروني جوكاتولي-سيدرمك ‏             | + 45 ث         |               |
| 7                     | جوليان ألافيليب   | كويك ستب-فلورز                       | + 50 ث         |               |
| 8                     | أريستوبولو كالا ‏  | Coldeportes Bicicletas Strongman ‏    | + 1 د 10 ث     |               |
| 9                     | داني أوسوريو ‏     | Orgullo Paisa ‏                       | + 1 د 12 ث     |               |
| 10                    | جوناتان نارفيز    | كويك ستب-فلورز                       | + 1 د 18 ث     |               |
| 11                    | رافاييل مونتيل    | Orgullo Paisa ‏                       | + 1 د 26 ث     |               |
| 12                    | جارلينسون بانتانو | فريق كولومبيا لركوب الدراجات للرجال ‏ | + 1 د 46 ث     |               |
| 13                    | خوان بابلو سواريز | Nu Colombia ‏                         | + 1 د 46 ث     |               |
| 14                    | هاينر بارا        | GW–Shimano ‏                          | + 1 د 51 ث     |               |
| 15                    | فابيو دوارتي      | فريق مانزانا بوستوبون ‏               | + 1 د 52 ث     |               |
|                       |                   |                                      |                |               |
| مصدر: ProCyclingStats |                   |                                      |                |               |

### تصنيف النقاط
| تصنيف النقاط          | تصنيف النقاط         | تصنيف النقاط                             | تصنيف النقاط | تصنيف النقاط |
| العداء                | العداء               | الفريق                                   | النقاط       |              |
| --------------------- | -------------------- | ---------------------------------------- | ------------ | ------------ |
| 1                     | فرناندو جافيريا      | كويك ستب-فلورز                           | 59 نقطة      |              |
| 2                     | خوان سباستيان مولانو | فريق مانزانا بوستوبون ‏                   | 34 نقطة      |              |
| 3                     | ماتيو مالوسيلي       | أندروني جوكاتولي-سيدرمك ‏                 | 32 نقطة      |              |
| 4                     | ريغوبيرتو أوران      | إي أف إديوكيشن نيبو                      | 28 نقطة      |              |
| 5                     | إيغان بيرنال         | سكاي                                     | 28 نقطة      |              |
| 6                     | نيرو كوينتانا        | موفيستار                                 | 26 نقطة      |              |
| 7                     | سيرجيو هيناو         | سكاي                                     | 23 نقطة      |              |
| 8                     | Davide Viganò ‏       | فريق إيطاليا لركوب الدراجات للرجال 2018 ‏ | 20 نقطة      |              |
| 9                     | ميغيل أنخيل روبيانو  | Coldeportes Zenú ‏                        | 18 نقطة      |              |
| 10                    | جوليان ألافيليب      | كويك ستب-فلورز                           | 17 نقطة      |              |
|                       |                      |                                          |              |              |
| مصدر: ProCyclingStats |                      |                                          |              |              |

### تصنيف الجبال
| تصنيف الجبال          | تصنيف الجبال        | تصنيف الجبال                      | تصنيف الجبال | تصنيف الجبال |
| العداء                | العداء              | الفريق                            | النقاط       |              |
| --------------------- | ------------------- | --------------------------------- | ------------ | ------------ |
| 1                     | إيغان بيرنال        | سكاي                              | 11 نقطة      |              |
| 2                     | Dayer Quintana ‏     | موفيستار                          | 10 نقطة      |              |
| 3                     | سباستيان هيناو      | سكاي                              | 6 نقطة       |              |
| 4                     | نيكولاس باريديس     | ميديلين ‏                          | 5 نقطة       |              |
| 5                     | جوردن بارا          | فريق مانزانا بوستوبون ‏            | 4 نقطة       |              |
| 6                     | أنخيل سانشيز ‏       | Nu Colombia ‏                      | 4 نقطة       |              |
| 7                     | جوليان ألافيليب     | كويك ستب-فلورز                    | 3 نقطة       |              |
| 8                     | Johnatan Cañaveral ‏ | Coldeportes Bicicletas Strongman ‏ | 3 نقطة       |              |
| 9                     | دانييل مارتينيز     | إي أف إديوكيشن نيبو               | 2 نقطة       |              |
| 10                    | رودريغو كونتريرز    | Nu Colombia ‏                      | 2 نقطة       |              |
|                       |                     |                                   |              |              |
| مصدر: ProCyclingStats |                     |                                   |              |              |

## تصنيف الفرق

### الفرق حسب الوقت
| تصنيف الفرق حسب الوقت | تصنيف الفرق حسب الوقت                     | تصنيف الفرق حسب الوقت | تصنيف الفرق حسب الوقت |
| الفريق                | الفريق                                    | الوقت                 |                       |
| --------------------- | ----------------------------------------- | --------------------- | --------------------- |
| 1                     | سكاي                                      | 62 س 29 د 43 ث        |                       |
| 2                     | إي أف إديوكيشن نيبو                       | + 25 ث                |                       |
| 3                     | Nu Colombia ‏                              | + 1 د 35 ث            |                       |
| 4                     | موفيستار                                  | + 2 د 38 ث            |                       |
| 5                     | Orgullo Paisa ‏                            | + 4 د 14 ث            |                       |
| 6                     | فريق كولومبيا لركوب الدراجات للرجال 2018 ‏ | + 5 د 45 ث            |                       |
| 7                     | Coldeportes Bicicletas Strongman ‏         | + 9 د 21 ث            |                       |
| 8                     | ميديلين 2018 ‏                             | + 9 د 24 ث            |                       |
| 9                     | فريق مانزانا بوستوبون 2018 ‏               | + 9 د 38 ث            |                       |
| 10                    | GW–Shimano ‏                               | + 12 د 30 ث           |                       |
|                       |                                           |                       |                       |
| مصدر: ProCyclingStats |                                           |                       |                       |

## تصانيف فرعية

### تصنيف أفضل عداء
| تصنيف أفضل عداء       | تصنيف أفضل عداء           | تصنيف أفضل عداء               | تصنيف أفضل عداء | تصنيف أفضل عداء |
| العداء                | العداء                    | الفريق                        | النقاط          |                 |
| --------------------- | ------------------------- | ----------------------------- | --------------- | --------------- |
| 1                     | ميغيل أنخيل روبيانو       | Coldeportes Zenú ‏             | 18 نقطة         |                 |
| 2                     | فرناندو جافيريا           | كويك ستب-فلورز                | 14 نقطة         |                 |
| 3                     | رافاييل مونتيل            | Orgullo Paisa ‏                | 14 نقطة         |                 |
| 4                     | Brayan Ramírez (cyclist) ‏ |                               | 13 نقطة         |                 |
| 5                     | خوان أرانغو               | ميديلين ‏                      | 7 نقطة          |                 |
| 6                     | ألفارو هودج               | كويك ستب-فلورز                | 4 نقطة          |                 |
| 7                     | خوسيه تيتو هرنانديز       | Orgullo Paisa ‏                | 3 نقطة          |                 |
| 8                     | Félix Barón ‏              | Team Illuminate (men's team) ‏ | 3 نقطة          |                 |
| 9                     | عمر ميندوزا ‏              | ميديلين ‏                      | 3 نقطة          |                 |
| 10                    | Nicolás Tivani ‏           | Trevigiani Phonix–Hemus 1896 ‏ | 3 نقطة          |                 |
|                       |                           |                               |                 |                 |
| مصدر: ProCyclingStats |                           |                               |                 |                 |

### تصنيف أفضل شاب
| تصنيف أفضل شاب        | تصنيف أفضل شاب    | تصنيف أفضل شاب           | تصنيف أفضل شاب | تصنيف أفضل شاب |
| العداء                | العداء            | الفريق                   | الوقت          |                |
| --------------------- | ----------------- | ------------------------ | -------------- | -------------- |
| 1                     | إيغان بيرنال      | سكاي                     | 20 س 49 د 03 ث |                |
| 2                     | دانييل مارتينيز   | إي أف إديوكيشن نيبو      | + 43 ث         |                |
| 3                     | إيفان سوسا        | أندروني جوكاتولي-سيدرمك ‏ | + 45 ث         |                |
| 4                     | جوناتان نارفيز    | كويك ستب-فلورز           | + 1 د 18 ث     |                |
| 5                     | هيو كارثي         | إي أف إديوكيشن نيبو      | + 1 د 55 ث     |                |
| 6                     | دييغو أوتشوا      | Nu Colombia ‏             | + 1 د 58 ث     |                |
| 7                     | سباستيان هيناو    | سكاي                     | + 2 د 02 ث     |                |
| 8                     | Taylor Eisenhart ‏ | Hincapie–Leomo p/b BMC ‏  | + 2 د 39 ث     |                |
| 9                     | ريتشارد كاراباز   | موفيستار                 | + 2 د 40 ث     |                |
| 10                    | Aldemar Reyes ‏    | فريق مانزانا بوستوبون ‏   | + 3 د 14 ث     |                |
|                       |                   |                          |                |                |
| مصدر: ProCyclingStats |                   |                          |                |                |

## وصلات خارجية
- الموقع الرسمي
- لمحة عن سباق طواف كولومبيا 2018 على موقع  ProCyclingStats   (برو  سايكلنج  ستاتس) - إحصاءات  محترفي  الدراجات.
- طواف كولومبيا 2018 على موقع إحصائيات الدراجات الإحترافية (الإنجليزية)